# Jacques de Billy
Jacques de Billy (Compiègne, 18 de marzo de 1602 - Dijon, 14 de enero de 1679) fue un jesuita francés, matemático y astrónomo.

## Semblanza
Enseñó matemáticas en diversos colegios jesuitas (Pont-à-Mousson, Reims, Dijon y Grenoble). También fue rector de los colegios de jesuitas de Langres y de Sens.
Tuvo por alumnos a Jacques Ozanam y Claude-Gaspard Bachet de Méziriac. También mantuvo correspondencia con Pierre de Fermat.
En matemáticas, sus trabajos se han referido a la teoría de números.
Publicó un cierto número de tablas astronómicas. Sus tablas sobre los eclipses publicadas en 1656 (calculadas entre los años de 1656 a 1693) tienen por título Tabulae Lodoicaeae seu universa eclipseon doctrina tabulis, praeceptis ac demonstrationibus explicata. Adiectus és calculus, aliquot eclipseon solis & lunae, quae proxime per totam Europam videbuntur.
Billy fue uno de los primeros científicos en rechazar el rol de la astrología en la ciencia. Rechazó sobre todo la antigua creencia de la influencia maléfica de los cometas.

## Reconocimientos
- El cráter lunar Billy[2] lleva hoy su nombre.